# گئورگی موسسیان
گئورگی ویکتوری موسسیان (ارمنی: Գեորգի Վիկտորի Մովսեսյան; روسی: Гео́ргий Ви́кторович Мовсеся́н؛ ۲ اوت ۱۹۴۵ – ۷ نوامبر ۲۰۱۱) آهنگساز ارمنی‌تبار اهل روسیه بود. وی در سال ۱۹۶۴ از کالج دولتی موسیقی گنسین Gnessin State Musical College فارغ‌التحصیل شد. وی در گورستان ترویکوروفسکوی به خاک سپرده شد.
وی برندهٔ جوایزی همچون هنرمند مردمی روسیه شده است.